# Rektascenzija
Rektascenzija (nem. Rektaszension, od lat. rectus: prav; uspravan + ascensio: uspinjanje, skraćenica RA prema engl. right ascension, oznaka α) je jedna od ugaonih koordinata za određivanje položaja nebeskih tela na nebeskoj sferi u ekvatorskom koordinatnom sistemu. Rektascenzija je ugao od satne kružnice proletne tačke do satne kružnice nebeskog tela, računata u smeru dnevne vrtnje neba, tj. prema istoku (suprotno od zemljopisne dužine). Računa se u satnoj meri od 0h do 24h (1 h odgovara uglu od 15°); povezana je sa zvezdanim (sideričkim) vremenom. Koristi se od Hiparhovog doba. Rektascenzija zvezda postupno se menja zbog Zemljine precesije.
Satni ugao je sferni ugao ili luk između ravni nebeskoga meridijana i ravni satne kružnice nebeskog tela, meren u smeru dnevnog kretanja zvezda. Meri se satnom merom od 0h do 24h (1 h odgovara uglu od 15°). Označuje razliku mesnog zvezdanog vremena i rektascenzije nebeskog tela, čime označava i zvezdano vreme koje je proteklo od prolaska tela kroz mesni meridijan. Poseban smisao ima satni ugao proletne tačke, koji označuje mesno zvezdano vreme.

## Osnove orijentacije na nebeskoj sferi
Astronomija je vezana za orijentaciju u prostoru, a ona se sastoji u tome da gledajući u nebo, i prelazeći pogledom s jednog nebeskog tela na drugo, astronom povezuje smerove u kojima se vidi telo. Položaj tela se projektuje na površinu jedne kugle, koja se naziva nebeskom sferom. Zbog velikih razdaljina među nebeskim telima, može se zamisliti da je i nebeska sfera na velikoj udaljenosti. Bliski predmeti, kao što su avion ili veštački satelit, na nebeskoj će sferi brzo menjati međusobni položaj, a mnogo udaljenije zvezde, iako se i one zapravo kreću, duže će zadržavati prividno jednak projektovani razmeštaj. Dakle, položaj tela određuje se smerovima i uglovima između njih.
Za zapis položaja na nebeskoj sferi služe sferne koordinate, slično kao što za utvrđivanje položaja na površini Zemlje služe zemljopisne koordinate. Važne tačke na globusu jesu polovi, tačke kroz koje prolazi Zemljina osa vrtnje. Veoma važno svojstvo, smer vrtnje, ne može se odrediti drukčije nego na osnovu iskustva. Kaže se da se Zemlja okreće kao desni vijak koji napreduje od Južnog pola prema Severnom polu. Smer se može odrediti i s obzirom na način kretanja satne kazaljke. Gledajući na Severni pol Zemlje, ona se vrti u smeru suprotnom od kazaljke na satu. Pomoću meridijana odbrojavaju se zemljopisne dužine; računaju se kao istočne ili kao zapadne, od 0° do 180°. Početni meridijan je onaj koji, po dogovoru, prolazi kroz opservatoriju u Griniču, predgrađu Londona. Vertikalno na meridijane prolaze paralele (usporednice). Paralela najvećeg opsega je ekvator, a od njega se prema severu i prema jugu odbrojavaju geografske širine, kao severne i južne, i to od 0° do 90°. Meridijana i paralela ima neizmerno mnogo.
U astronomiji se primenjuje nekoliko koordinatnih sistema (nebeski koordinatni sistemi). Svaki od njih ima osnovni krug (kao što je Zemljin ekvator) i početnu polukružnicu (kao što je početni Grinički meridijan) od kojih se odbrojavaju koordinate.

### Dnevno kretanje neba
Neposredan izgled pojava na nebu uzrokovan je Zemljinim kretanjima. Zemljina vrtnja uzrok je prividnom okretanju nebeske sfere i izmene dana i noći. Nije svejedno da li se okreće Zemlja ili nebeska sfera, sa svim zvezdama i galaksijama. U poslednjem bi slučaju relativne brzine zvezda morale da nadmaše brzinu svetlosti, a nedostajale bi mnoge sitne pojave koje pružaju fizičke i astronomske dokaze kretanja Zemlje. Te pojave jesu: zakretanje ravni njihanja (Fukoovo klatno), otklon na istok pri slobodnom padu, spljoštenost Zemlje, pojava dnevne paralakse, dnevna aberacija svetlosti i još neke. Bez razumevanja fizičke suštine, a to znači ne znajući za ograničenu veličinu Zemlje i njena kretanja, neposredno vidljive promene na nebu nisu jednostavno protumačive. Zato je i trebalo mnogo vremena dok se čovek nije izdigao iznad neposredno datog.

### Nebeska osa, nebeski ekvator i nebeski meridijan
Vidljiv predio neba zavisi od položaja posmatrača i od trenutka posmatranja. Svaki promatrač na Zemlji stoji na vodoravnoj ravni, a pravac sile teže, vertikala, normalna je na tu ravan. Smer vertikale pokazuje slobodno obešen, miran visak. Produži li se vertikala prema nebeskoj sferi, probošće je u tački koja zavisi od zemljopisnog položaja i od trenutka dana, jer se Zemlja okreće. Zbog Zemljinog okretanja vertikala opisuje kupu oko produžene Zemljine ose ili nebeske ose. Nebeska osa probada nebesku sferu u severnom i južnom nebeskom polu. Nebeska osa je zamišljeni pravac identičan sa Zemljinom osom rotacije i probada nebesku sferu u severnom i južnom nebeskom polu. U tački severnog nebeskog pola se približno nalazi zvezda Severnjača. Oko nebeske ose se prividno okreće nebeska sfera (prividno okretanje nastaje zbog rotacije Zemlje). Sva nebeska tela prividno se okreću oko nebeske ose. Ravan Zemljinog ekvatora, protegnuta do nebeske sfere, iseca na njoj kružnicu ili nebeski ekvator. Nebeski ekvator je projekcija Zemljinog ekvatora na nebesku sferu. Ravanin kojoj pripada nebeski ekvator normalan je na nebesku osu. Ravan meridijana na kojemu se posmatrač nalazi preseca nebesku sferu uzduž velike kružnice ili nebeskog meridijana. Nebeski meridijan je zamišljena velika kružnica na nebeskoj sferi koja prolazi severnim i južnim nebeskim polom i sadrži projekciju nebeskog tela čiji meridijan se posmatra. Meridijan posmatrača prolazi kroz nebeske polove, te sadrži zenit i nadir posmatrača. Kako promatrač subjektivno ne oseća Zemljinu vrtnju, činće mu se da se nebeska sfera okreće oko Zemljine osi, i to u suprotnom smeru.

### Obzor, zenit i nadir
Vodoravna ravan na kojoj se promatrač nalazi je ravan obzora ili horizonta, a kružnica koju ona iseca na nebeskoj sferi je obzor ili horizont. Obzor je velika kružnica nebeske sfere, nastaje presekom ravni koja prolazi stajalištem posmatrača sa nebeskom sferom i normalna je na pravac zenit-nadir. Vidljivi horizont (na otvorenim površinama kao more) se zbog zakrivljenosti Zemljine površine nalazi ispod astronomskog horizonta (tome je uzrok i nadmorska visina te refrakcija Zemljine atmosfere). Tačke u kojima normala ili vertikala probada nebesku sferu jesu zenit i nadir. Zenit je tačka na nebeskoj sferi koja se nalazi direktno iznad promatrača. Nadir je tačka na nebeskoj sferi suprotno od zenita (ispod promatrača). Na arapskom znači suprotan, nasuprot. Zvezde obilaze oko nebeske ose po kružnicama koje su nazvane dnevne kružnice. Neke zvezde, one koje su bliže severnom nebeskom polu, stalno su iznad obzora (Cirkumpolarna sazvežđa). Neke zvezde izlaze iznad obzora i zalaze pod obzor.
Kao istočna tačka obzora (I) i kao zapadna tačka obzora (Z) zadaje se presecište nebeskog ekvatora s obzorom. Nebeski meridijan prolazi kroz zenit, severni i južni nebeski pol. Presecište meridijana i obzora bliže severnom nebeskom polu je severna tačka obzora (S), a njoj nasuprot, južna tačka obzora (J). Četiri glavne tačke obzora (S, J, Z i I) određene su prividnim dnevnim kretanjem neba i razlikovanjem polova, a razmaknute su na obzoru za pravi ugao. Zvezde izlaze na istočnoj strani obzora, podižu se do nebeskog meridijana, gde dostižu najveću visinu ili kaže se da prolaze kroz gornju kulminaciju. Nastavljajući kruženje, zalaze na zapadnoj strani obzora. Nakon toga će zvezde proći i kroz najniži položaj ili donju kulminaciju. Iznad obzora zvezde se premeštaju od istočne strane prema zapadnoj. Cirkumpolarne zvezde nikada ne zalaze, a anticirkumpolarne nikada ne izlaze. Sve zvezde, posmatrane na svim zemljopisnim širinama, bez obzira na to jesu li cirkumpolarne ili nisu, prolaze kroz gornju kulminaciju u onoj polovini meridijana (meridijan je raspolovljen severnim i južnim nebeskim polom) koja sadrži zenit; kroz donju kulminaciju zvezda će proći u onoj polovini meridijana koja sadrži nadir. Delovi dnevnih kružnica iznad obzora jesu dnevni lukovi. Zvezda koja se nalazi na dnevnoj kružnici severnije od nebeskog ekvatora izlazi između severne (S) i istočne (I) tačke obzora, a zalazi između severne i zapadne (Z) tačke obzora. Južnije od istočno – zapadne linije, izlaze i zalaze one zvezde koje su smeštene južnije od nebeskog ekvatora.

### Ekvatorski koordinatni sistem
S vrtnjom nebeske sfere direktno je povezan ekvatorski koordinatni sistem. Taj je sistem projekcija zemljopisnog koordinatnog sistema na nebesku sferu. Osnovni krug sistema je krug nebeskog ekvatora. Dnevne kružnice paralelne su s nebeskim ekvatorom. Ugaona udaljenost nebeskog tela od nebeskog ekvatora je deklinacija δ. Ta koordinata poprima vrednost od 0° do 90° (od nebeskog ekvatora prema severnom nebeskom polu) i od 0° do -90° (od nebeskog ekvatora prema južnom nebeskom polu).
Druga koordinata ima dve mogućnosti. Prema jednoj, početna je polukružnica ona polovina meridijana promatrača, koja se pruža od severnog do južnog nebeskog pola a sadrži zenit. Koordinata koja se računa od te polovine meridijana je satni ugao t. Ugao se računa uzduž dnevne kružnice i raste u smeru dnevnog kretanja neba, od istoka prema zapadu. Satne kružnice su mesta na nebeskoj sferi koja imaju jednak satni ugao. Ugao nebeskog tela izražava se vremenom koje je prošlo od njegove gornje kulminacije, dakle od 0 do 24 . Razlog je u tome što se u svom dnevnom kretanju nebesko telo odmiče od meridijana i njegov satni ugao raste. Satni ugao nekih tela važan je u merenju vremena.
U drugoj mogućnosti koordinata je rektascenzija α, ugao između satne kružnice koja prolazi prolećnom tačkom γ i satne kružnice promatranog tela. Rektascenzija se računa od 0 h do 24 h, i raste od zapada prema istoku, suprotno od satnog ugla (u smeru koji je suprotan dnevnom kretanju neba). Taj porast pokazuje smer prividnog godišnjeg kretanja Sunca. Rektascenzija se zajedno s deklinacijom upotrebljava za određivanje položaja zvezda na nebeskoj sferi, one služe kao zvezdane adrese i upisuju se u karte neba, astronomske kataloge i godišnjake.
Ekvatorski koordinatni sistem pogodan je za praćenje dnevnog kretanja neba. Pomatrač vidi na nekom položaju kako se oko njega okreću zvezde. Pritom je podesno zamisliti da su zvezde pričvršćene na satne kružnice, a da se one okreću oko nas kao savijene šipke kišobrana kojem je drška nebeska osa.

## Simboli i skraćenice
| Jedinica | Vrednost                               | Simbol | Seksagezimalni sistem | U radijanima |
| -------- | -------------------------------------- | ------ | --------------------- | ------------ |
| Sat      | 1/24 ciklus                            | h      | 15°                   | π/12 rad     |
| Minuta   | 1/60 sat, 1/1440 ciklus                | m      | 1/4°, 15′             | π/720 rad    |
| Sekunda  | 1/60 minut, 1/3600 sat, 1/86400 ciklus | s      | 1/240°, 1/4′, 15″     | π/43200 rad  |

## Spoljašnje veze
- Merrifield, Michael. „(α,δ) – Right Ascension & Declination”. Sixty Symbols. Brady Haran for the University of Nottingham.